# Pass Christian
Pass Christian é uma cidade localizada no estado americano de Mississippi, no Condado de Harrison.

## Demografia
Segundo o censo americano de 2000, a sua população era de 6579 habitantes.

## Geografia
De acordo com o United States Census Bureau tem uma área de
39,6 km², dos quais 21,8 km² cobertos por terra e 17,8 km² cobertos por água. Pass Christian localiza-se a aproximadamente 8 m acima do nível do mar.

## Localidades na vizinhança
O diagrama seguinte representa as localidades num raio de 16 km ao redor de Pass Christian.